# František Kňourek, tržnice masa, sádla, uzenin a vývoz šunek

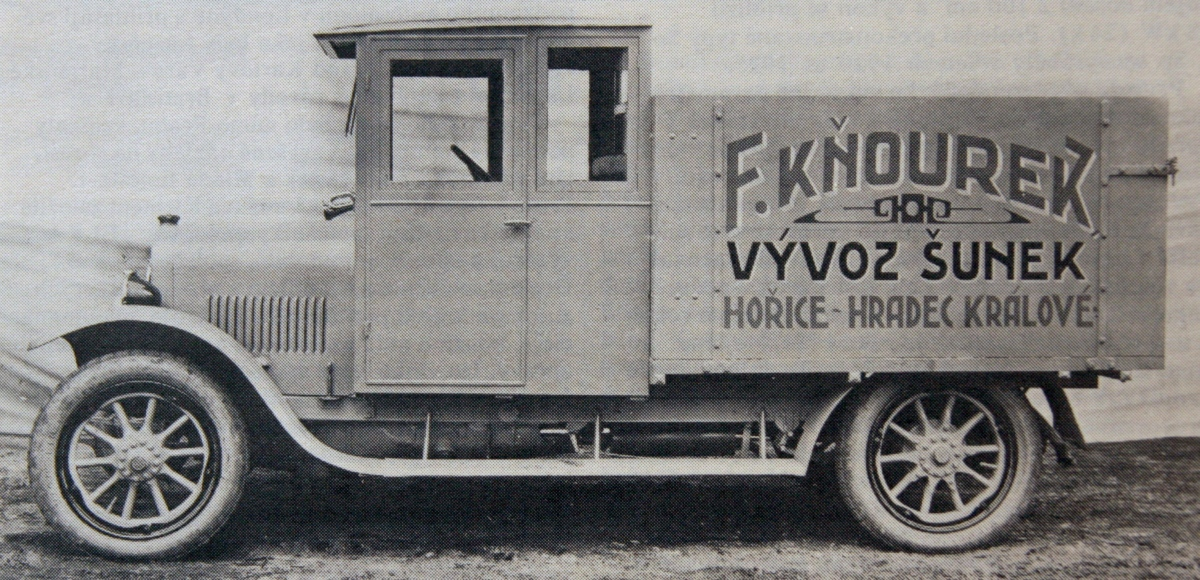
Automobil L&K typ Sp firmy F. Kňourek, počátek 20. let.

František Kňourek, tržnice masa, sádla, uzenin a vývoz šunek byla firma v Hradci Králové, která se od roku 1914 věnovala výrobě a prodeji masných výrobků a uzenin.

## Historie
O fungování Františka Kňourka jako uzenáře jsou dochované první písemné doklady z roku 1914, kdy působil v Hradci Králové. Svůj nový závod zřídil v roce 1925 v Husově třídě čp. 4 na Pražském Předměstí, když převzal závod F. Nováka (bývalá prodejna legionářského družstva). Kvalita jeho výrobků byla vyhlášená.
V roce 1928 mu byla udělena koncese k provozování hostinské a výčepnické živnosti v omezeném rozsahu pro dům čp. 78. Roku 1936 obdržel povolení k opravě fasády tohoto domu.
Účastnil se i řady charitativních akcí, např. roku 1931 věnoval na stravovací akci školních dětí 20 kg škvařeného loje a na vánoční nadílku 1933 firma darovala 500 Kč. Mnohdy však naletěl, např. 9. února 1923 odebral od něho Josef Pokorný šunku o hmotnosti 6 kg, na které si však děti v spolkem Čs. Červeného kříže udržované jídelně pro děti nezaměstnaného dělnictva nepochutnaly. Často měl problémy i s pracovními úrazy. 23. srpna 1930 čistil učeň světlík, přičemž propadl a pořezal se na rukou a na nohou tak, že musel být dopraven do nemocnice. 4. března 1933 se zase při stahování telete pořezal na levé ruce řezník František Staněk.
Roku 1931 zakoupil pan Kňourek hotel Slavie na Pražském Předměstí od hoteliéra A. Hofbauera a také jeho závod tím pádem změnil vlastníka. V roce 1933 dodával maso pro dělostřelecký pluk 104 Karel Černý, nový majitel firmy Kňourek. Při ofertním řízení 23. listopadu 1934 u posádkového velitelství v Hradci Králové byla zadána dodávka hovězího masa na rok 1935 pro královéhradeckou posádku firmě Kňourek, majitel F. Černý, řeznctví a uzenářství v Hradci Králové. Roku 1937 se objevuje reklamní heslo: MASO-SÁDLO-UZENINA, TO JE NAŠE POTRAVINA! Říká se - ne nadarmo... "U KŇOURKŮ JE ZADARMO!" V roce 1945 měl závod prodejny v Hradci Králové v Palackého třídě (v Kopečku) a v Hradci Králové II. na třídě maršála Stalina. Kňourkův závod existoval až do roku 1949.